# Acacia pseudo-arabica
Acacia pseudo-arabica är en ärtväxtart som beskrevs av Friedrich Anton Wilhelm Miquel. Acacia pseudo-arabica ingår i släktet akacior, och familjen ärtväxter. Inga underarter finns listade i Catalogue of Life.